# Alexis Amore

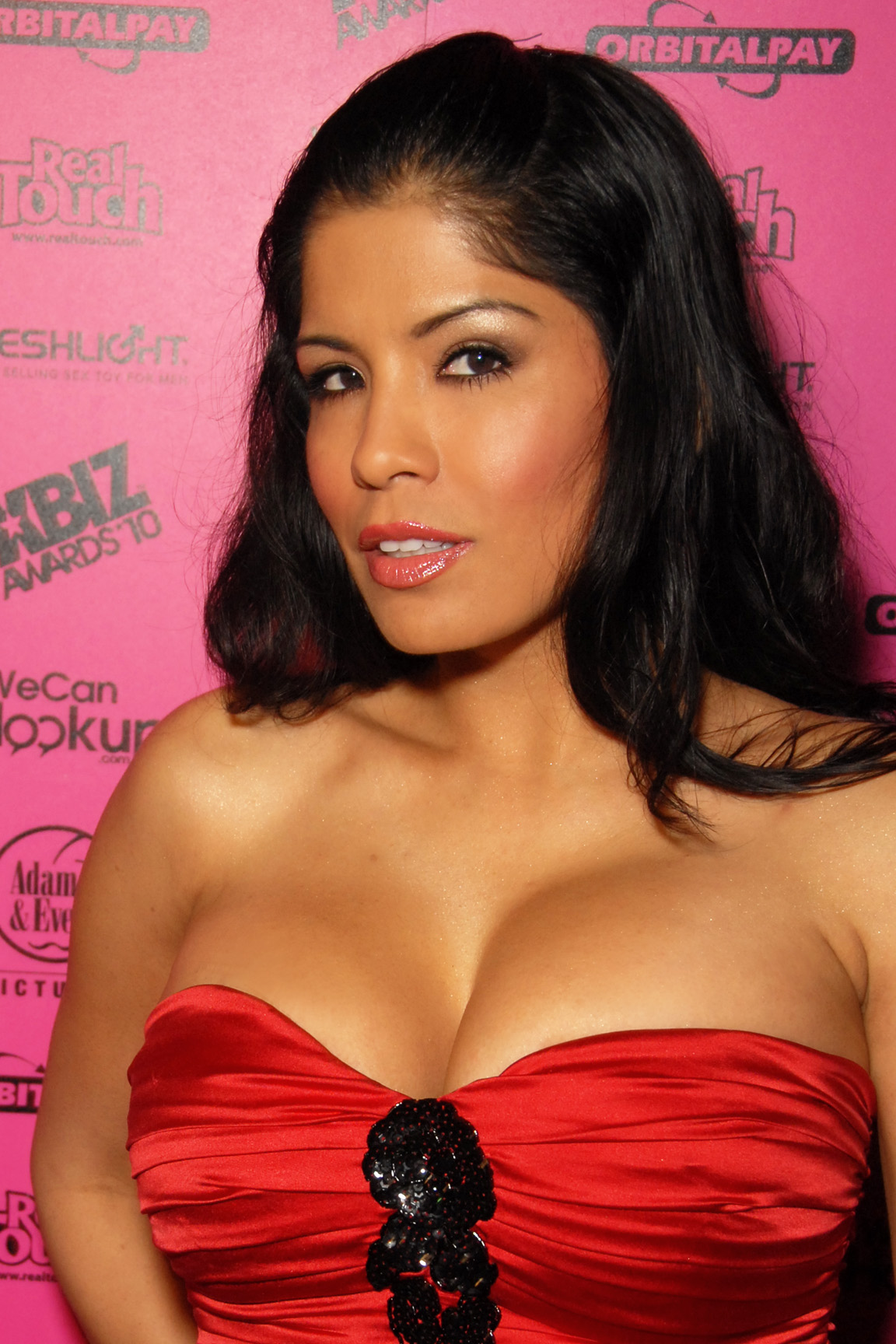
Alexis Amore bei den XBIZ Awards (2010)

Alexis Amore (* 29. Dezember 1978 in Lima; bürgerlich Fabiola Melgar García) ist eine peruanische Pornodarstellerin, Pornoregisseurin und Erotikmodel.

## Leben
Im Alter von neun Jahren zog Fabiola García mit ihren Eltern von Peru nach Redondo Beach in Kalifornien. Während der High School, einer katholischen Schule in Hermoso Beach, begann sie als 15-Jährige mit dem Modeln, unter anderem war sie in einer Kampagne für die amerikanische Modekette Nordstrom zu sehen und nahm später an der Tanzshow The Grind auf MTV teil. Bereits zu dieser Zeit hatte sie sich ihre Brüste vergrößern lassen. Sie arbeitete zunächst in einem katholischen Krankenhaus als Krankenschwester, bevor sie nach einer Fotostrecke im Playboy und einem erfolglosen Casting bei HBO das Angebot bekam, als Moderatorin für den Bezahlfernseh-Kanal Playboy TV zu arbeiten. Dort lernte García in der Sendung Playboy’s Nightcalls Personen aus der Pornobranche kennen und spielte 1999 in ihrem ersten Hardcorefilm The Watcher 6 mit, der von Vivid Video produziert wurde. Seitdem war sie als Alexis Amore in über 270 Filmen zu sehen.
Ab 2001 nahm Alexis Amore sich ein Jahr Auszeit und trat als Stripperin auf, bevor sie Anfang 2003 in die Branche zurückkehrte, wobei sie Nina Hartley als ihre Förderin bezeichnete. Im Februar 2003 unterschrieb sie einen Exklusivvertrag bei Jill Kelly Productions. Hier drehte sie hetero- und homosexuelle Filme sowie ihre erste Analszene. Im Juni 2004 unterschrieb Amore als erste feste Darstellerin einen Vertrag bei Anabolic Video. Dort sollte sie bei acht bis zehn Filmen pro Jahr Regie führen und außerdem bei sechs Filmen aktiv vor der Kamera stehen. Ab 2004 verfasste sie ihre eigene Kolumne Simply Alexis im AVN Insider Magazine, die Themen von Feature Dancing bis zu lateinamerikanischer Politik aufgriff. Zuvor hatte sie bereits eine Kolumne als Sex-Ratgeberin im peruanischen Magazin Open Your Eyes gehabt. Im September 2005 erhielt sie einen Vertrag, auch als Sprecherin der Firma, mit Video Team, dem Marktführer für ethnische Pornografie. Der Vertrag lief bis September des folgenden Jahres. Anfang 2006 startete Amore ihre neue eigene Webseite über das ClubJenna-Netzwerk, die ihre frühere von 2002 ersetzte. 2012 erneuerte sie ihre Webseite, nunmehr als Teil des XxxFastPass Network. Im September des Jahres war sie als erste Pornodarstellerin auf dem Cover des Automagazins Lowrider zu sehen. Seit 2007 veröffentlicht sie außerdem jährlich einen eigenen Kalender. 2008 verkündete Amore, nach zwei Jahren auch wieder Szenen mit männlichen Partnern zu drehen.
Seit 2002 war Alexis Amore das Aushängeschild der amerikanischen Erotikfirma Las Vegas Novelties, die sie während ihrer Auszeit unter Vertrag nahm und eine nach ihr benannte Produktlinie für Sexspielzeug auf den Markt brachte. Im Oktober 2005 wechselte sie zu California Exotic Novelties, die Anfang 2006 auch eine solche Linie herausbrachten. 2002 hatte sie einen Auftritt in der Fernsehserie NYPD Blue. Für KSEX, den größten Radiosender seiner Art, moderierte sie 2003 drei Monate lang die Sendung Recipes of Sex. Seit Oktober 2014 moderiert Alexis Amore That’s Amore auf Vivid Radio. Im Februar 2004 wurde sie unter acht Kandidatinnen zur Miss Hot Body International, einem erotischen Modelwettbewerb gewählt. Besonders populär ist Alexis Amore in Südamerika, dort war sie bisher auf zahlreichen Titelblättern einschlägiger Magazine zu sehen, so zum Beispiel in Open Your Eyes. 2003 wurde sie außerdem für die Nachrichten des spanischsprachigen amerikanischen Fernseh-Networks Telemundo interviewt, 2006 trat sie in den puerto-ricanischen Late Night Shows No te Duermas und El Poder auf. Im Juni 2004 wurde eine zweistündige Dokumentation über Amore in der Sendung Reporte Semanal des peruanischen Netzwerks Frecuencia Latina ausgestrahlt. Im Mai 2010 belegte sie bei der online durchgeführten Wahl zur Latina Adult Performer of the Decade den zweiten Platz hinter Nina Mercedez.

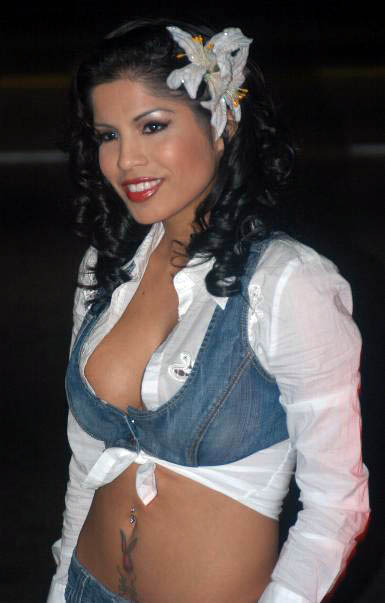
Alexis Amore (2006)

## Auszeichnungen
- 2002: Miss Latin Doll, August
- 2004: Miss Hot Body International
- 2004: NightMoves Award als Best Actress (Fan’s Choice)
- 2004: Adam Film World Guide Award für Porn Comeback of the Year
- 2006: Nightmoves Award als Best Feature Entertainer (Fan’s Choice)
- 2010: Latina Performer of the Decade, 2. Platz
- 2018: Aufnahme in die Urban X Hall of Fame[26]

Nominierungen für den AVN Award
- 2003: Best All-Girl Sex Scene – Video (in Still Up in This XXX)
- 2006: Best Tease Performance (in Zrotique)
- 2006: Best Group Sex Scene – Film (in Sentenced; 2004)